# بوب مكافري
بوب مكافري (بالإنجليزية: Bob McCaffrey)‏ هو لاعب كرة قدم أمريكية أمريكي، ولد في 16 أبريل 1952 في بيكرسفيلد في الولايات المتحدة.

## وصلات خارجية
- بوب مكافري على موقع مرجع كرة القدم المحترفة.كوم (الإنجليزية)